# برباريساوية
البرباريساوية (الاسم العلمي: Berberideae) هي قبيلة من النباتات تتبع الفصيلة البرباريسية من رتبة الحوذانيات.

## أجناس البرباريساوية
- البرباريس